# PRK Hekari United
PRK Hekari United FC je fotbalový klub z Port Moresby, hlavního města Papuy Nové Guineje. Založil ho v roce 2003 John Kapi Natto, majitel naftařské firmy Petroleum Resources Kutubu (PRK). Původně se klub jmenoval PRK South United, stávající název nese od roku 2010. Je účastníkem poloprofesionální nejvyšší ligy Papua New Guinea National Soccer League. Získal osm titulů mistra země (2006, 2007/08, 2008/09, 2009/10, 2010/11, 2011/12, 2013, 2014 a 2023).
Vyhrál Ligu mistrů OFC 2009/10, když ve finále porazil novozélandský tým Waitakere United 3:0 doma a porážka 1:2 v odvetě mu k celkovému prvenství stačila. Byl tak prvním týmem mimo Austrálii a Nový Zéland, který kdy kontinentální Ligu mistrů vyhrál. Hekari United si tak zajistilo účast na Mistrovství světa ve fotbale klubů 2010, kde vypadlo v předkole po porážce 0:3 s klubem Al-Wahda FC ze Spojených arabských emirátů.
V prosinci 2016 se klub kvůli sporům s vedením fotbalové asociace odhlásil z domácí ligy i z oceánské Ligy mistrů.